# Geveerde witvleugeluil
De geveerde witvleugeluil (Aporophyla australis) is een nachtvlinder uit de familie van de uilen, de Noctuidae. De wetenschappelijke naam van de soort is als Xylena australis voor het eerst geldig gepubliceerd door Boisduval in 1829.

## Beschrijving
De voorvleugellengte bedraagt tussen de 14 en 17 millimeter. De grondkleur van de voorvleugels is wittig tot bruin en zeer variabel met een fijne zwarte tekening. Aan de vleugelbasis bevindt zich een lange zwarte streep in de lengterichting van de vleugel. De franje is geblokt. De achtervleugel is wit.

## Levenscyclus
De geveerde witvleugeluil gebruikt kruidachtige en houtige planten, en ook grassen als waardplanten. De rups is te vinden van oktober tot mei en overwintert. De vlinder kent één generatie die vliegt van september tot in oktober.

## Voorkomen
De soort komt in Europa voor in het zuiden en het westen. De geveerde witvleugeluil is in Nederland zeldzaam. Hij komt er voor in het zuidwesten, met name in Midden-Zeeland. In België is het een zeer zeldzame soort uit de kuststreek.